# Страде Бьянке
Страде Бьянке (итал. Strade Bianche; ранее — Монтепаски Эроика, Монтепаски Страде Бьянке) — ежегодная шоссейная однодневная велогонка, проходящая по дорогам итальянской Тосканы. С сезона 2017 года гонка получила категорию 1.UWT и начала проходить в рамках Мирового тура UCI. Молодая гонка быстро обрела популярность благодаря холмистому рельефу и участкам гравийных дорог.

## История
В 1990-х годах власти провинции Сиена озаботились сохранением римских «белых дорог», а также привлечением туристов. В 1997 году они организовали первую любительскую велогонку, предложив участникам на выбор 4 дистанции от 38 до 205 километров. Сложность маршрута состояла в постоянном чередовании подъёмов и спусков, а более половины дистанции приходилось на гравийные участки. Эти трудности объясняются тем, что организаторы хотели вернуть дух велоспорта начала века, когда участники гонки страдали от многих проблем: плохих дорог, невозможности прибегнуть к посторонней помощи; гонке дали название Eroica (героическая). Расчёт оказался верен: провинцию охватил бум велотуризма, проехать гонку приезжали ветераны и даже действующие велогонщики. Гонка проводилась в конце сентября, что совпадало со сбором винограда, поэтому царила атмосфера праздника. Проводилась выставка исторических техники и фотографий, на старт выходили участники на древних велосипедах и тандемах. Каждый финишировавший получал бутылку кьянти, вечером проходило застолье. Гонка оправдала ожидание хозяев: появились новые спонсоры, в том числе фонд Монте дей Паски ди Сиена; агентство по велоспорту организовало многочисленным велотуристам десятки маршрутов; на поддержание исторических дорог было собрано 57 миллионов евро.
Сложный рельеф привлёк к Эроике профессионалов, сравнивших её гравийные дороги с брусчаткой Тура Фландрии и Париж — Рубе. 9 октября 2007 года вместе с двумя тысячами любителей на старт вышли профессионалы, гонка получила первую категорию UCI Europe Tour. 180-километровую дистанцию, в том числе 70 километров пыльных гравийных участков, первым преодолел россиянин Александр Колобнев. В следующем сезоне гонку, удлинившуюся на километр, перенесли на март, ближе к классикам. В финишном спринте Фабиан Канчеллара одержал победу над Алессандро Балланом, единственным итальянцем, поднимавшимся на подиум Эроики до 2011 года. В 2009 году маршрут снова был увеличен, до 190 километров, 57,2 километра из которых предстояло проехать по гравию, а Эроика стала Le Strade Bianche (дорогами белого гравия). Первым к финишу пришёл швед Томас Лёфквист, на следующий год окончивший гонку по тому же маршруту вторым за Максимом Иглинским.
В 2024 году ещё более усилились дискуссии о переводе гонки в ранг «Монумента», на что победитель Страде Бьянке 2024, Тадей Погачар, отметил, что это может и произойдёт через 100 лет.

## Маршрут
Гонщики стартуют в Гайоле-ин-Кьянти и, сделав 190-километровую петлю, финишируют на Пьяцца-дель-Кампо в Сиене. Их ожидают 8 участков грунтовых дорог общей протяжённостью 57,2 километра. Кроме тяжёлого покрытия неприятности доставляет рельеф, практически лишённый равнинных отрезков. Из сложных участков можно выделить 4-километровый подъём Монтальчино в 5 %, начинающийся на 69-м километре. Вскоре после спуска с него гонщиков ждут 4-й и 5-й гравийные участки общей длиной в 20 километров, разделённые лишь километром асфальтовой дороги. 5-й гравийный 11,5-километровый участок сложен тем, что проходится в основном в подъём, финиш в Сиене также проезжается вверх.

### Гравийные участки
| №  | Название                                    | Протяжённость (м) | Сложность     |
| -- | ------------------------------------------- | ----------------- | ------------- |
| 1  | Vidritta                                    | 2100              | *             |
| 2  | Bagnaia                                     | 4700              | * · * · *     |
| 3  | Radi                                        | 4400              | * · *         |
| 4  | Commune di Murlo                            | 5500              | *             |
| 5  | Lucignano d’Asso                            | 11900             | * · * · *     |
| 6  | Radi Bianche                                | 8000              | * · * · * · * |
| 7  | San Martino in Grania (Sterrato Cancellara) | 9500              | * · * · *     |
| 8  | Monte Sante Marie                           | 11500             | 05            |
| 9  | Monteaperti                                 | 800               | 01            |
| 10 | Colle Pinzuto                               | 2400              | 04            |
| 11 | Le Tolfe                                    | 1100              | 03            |

## Призёры
| Год                        | Победитель         | Второй              | Третий              |
| -------------------------- | ------------------ | ------------------- | ------------------- |
| Monte Paschi Eroica        |                    |                     |                     |
| 2007                       | Александр Колобнев | Маркус Юнгквист     | Михаил Халилов      |
| 2008                       | Фабиан Канчеллара  | Алессандро Баллан   | Линус Гердеман      |
| Montepaschi Strade Bianche |                    |                     |                     |
| 2009                       | Томас Лёфквист     | Фабиан Вегман       | Мартин Эльмигер     |
| 2010                       | Максим Иглинский   | Томас Лёфквист      | Майкл Роджерс       |
| 2011                       | Филипп Жильбер     | Алессандро Баллан   | Дамиано Кунего      |
| Strade Bianche             |                    |                     |                     |
| 2012                       | Фабиан Канчеллара  | Максим Иглинский    | Оскар Гатто         |
| 2013                       | Морено Мозер       | Петер Саган         | Ринальдо Ночентини  |
| 2014                       | Михал Квятковский  | Петер Саган         | Алехандро Вальверде |
| 2015                       | Зденек Штыбар      | Грег Ван Авермат    | Алехандро Вальверде |
| 2016                       | Фабиан Канчеллара  | Зденек Штыбар       | Джанлука Брамбилла  |
| 2017                       | Михал Квятковский  | Грег Ван Авермат    | Тим Велленс         |
| 2018                       | Тиш Бенот          | Ромен Барде         | Ваут Ван Арт        |
| 2019                       | Жюлиан Алафилипп   | Якоб Фульсанг       | Ваут Ван Арт        |
| 2020                       | Ваут Ван Арт       | Давиде Формоло      | Максимилиан Шахман  |
| 2021                       | Матье Ван дер Пул  | Жюлиан Алафилипп    | Эган Берналь        |
| 2022                       | Тадей Погачар      | Алехандро Вальверде | Каспер Асгрин       |
| 2023                       | Том Пидкок         | Валантен Мадуа      | Тиш Бенот           |
| 2024                       | Тадей Погачар      | Том Скуйиньш        | Максим Ван Гилс     |
| 2025                       | Тадей Погачар      | Том Пидкок          | Тим Велленс         |

## Рекорд побед

### По странам
| Побед | Страна                                                                        |
| ----- | ----------------------------------------------------------------------------- |
| 3     | Бельгия, Швейцария, Словения                                                  |
| 2     | Польша                                                                        |
| 1     | Чехия, Италия, Казахстан, Россия, Швеция, Франция, Нидерланды, Великобритания |